# Gonaha
Gonaha – gaun wikas samiti w zachodniej części Nepalu w strefie Lumbini w dystrykcie Rupandehi. Według nepalskiego spisu powszechnego z 2001 roku liczył on 1495 gospodarstw domowych i 10838 mieszkańców (5205 kobiet i 5633 mężczyzn).